# Toujours après minuit
La compagnie Toujours après minuit est une compagnie de danse française créée en 1997 et dirigée par Brigitte Seth (née en 1958 à Paris) et Roser Montlló Guberna (née en 1960 à Barcelone). Elle est basée à Paris.

## Biographie
Depuis El como quieres, la compagnie propose une langue originale où mots, sons, gestes et musique s’imbriquent. Ce tissage se prolonge dans le multilinguisme qui leur est propre, passant du castillan au français ou au catalan.
Si la gravité de l'être, voire une certaine noirceur se retrouvent dans les sujets explorés, l'humour, la légèreté de ton avec lesquels ces thèmes sont abordés et une certaine verve fantaisiste caractérisent aussi les pièces de ces deux chorégraphes. 
La compagnie poursuit aussi des collaborations avec l’opéra en tant que chorégraphes et metteures en scène pour Jean-Claude Malgoire et Arie van Beek.
Les deux fondatrices de la compagnie ont aussi créé des petites formes, qui s'apparentent davantage à des performances, destinées à s'adresser d'une autre manière au public : danses à domiciles, bal, interventions surprises, etc.

## Œuvres principales
Chorégraphies
- El como quieres (galerie d'art Le Tunnel, Paris, 1997)
- Personne ne dort (L'Étoile du Nord, Paris, 1998)
- Suite pour quatre (Théâtre de la Cité internationale, Paris, 2000)
- L'Entrevue (L'Équinoxe, Châteauroux, 2001)
- Rosaura (Pôle sud, Strasbourg, 2001)
- Revue et corrigée (Pôle sud, Strasbourg, 2004)
- Epilogos (Pôle sud, Strasbourg, 2004)
- Je te tue, tu me tues... (Théâtre Paul Éluard, Bezons, 2006)
- Récitatifs toxiques (Théâtre de la Ville Les Abbesses, 2007)
- Genre oblique (Scène nationale 61, Théâtre d'Alençon, 2010)

Mise en scène et chorégraphies pour des opéras
- Trilogie Monteverdi : L'Orfeo, Le Retour d'Ulysse, Le Couronnement de Poppée (dir. Jean-Claude Malgoire, Atelier lyrique de Tourcoing, 1999)
- Orfeo ed Euridice de Gluck (dir. Jean-Claude Malgoire, Atelier lyrique de Tourcoing, 2007)
- Marie-Madeleine aux pieds du Christ d'Antonio Caldara (dir. Arie van Beek, Festival de La Chaise-Dieu, 2001)